# Volker Schusdziarra
Volker Heinrich Schusdziarra (* 26. März 1950 in Stapelfeld; † 28. Juni 2014 in München) war ein deutscher Hochschullehrer und Ernährungswissenschaftler.
Nach dem Abitur am Gymnasium in Hamburg-Rahlstedt nahm er ein Medizinstudium an der Universität Hamburg auf, das er mit Staatsexamen und Promotion 1974 abschloss. Nach Assistenzstellen an verschiedenen Krankenhäusern setzte er seine Ausbildung 1976 an der Southwestern University in Dallas fort. 1979 kehrte er nach Deutschland zurück und habilitierte 1984 an der Universität Ulm über die „Rolle der gastrointestinalen Hormone bei der Nahrungsaufnahme und Verwertung“. Nach der Habilitation wechselte er an die II. Medizinische Klinik des Klinikums rechts der Isar der Technischen Universität München, wo er auch Professor wurde.
Der Schwerpunkt seiner Arbeit war die Gastroenterologie. Er war Gründungsmitglied der Deutschen Adipositasgesellschaft, zu deren Vorstand er von 1984 bis 2000 gehörte. Er teilte sein Wissen auch über populärwissenschaftliche Bücher zur Ernährung.

## Schriften
- Volker Schusdziarra, Margit Hausmann: Satt essen und abnehmen: Individuelle Ernährungsumstellung ohne Diät